# Suuri-Petäjä
Suuri-Petäjä är en ö i Finland. Den ligger i sjön Saimen och i kommunen Villmanstrand i den ekonomiska regionen  Villmanstrands ekonomiska region  och landskapet Södra Karelen, i den södra delen av landet, 210 km nordost om huvudstaden Helsingfors. Öns area är 5,9 hektar och dess största längd är 400 meter i nord-sydlig riktning.